# Bolcie
Bolcie – (lit. Balčiai) wieś w Polsce położona w województwie podlaskim, w powiecie suwalskim, w gminie Wiżajny.
W latach 1975–1998 miejscowość administracyjnie należała do województwa suwalskiego. 
Kilkaset metrów od zabudowań wsi znajduje się trójstyk granic: Polski, Litwy i Rosji.